# Helen Darling
Helen Marie Darling (Columbus, 29 de agosto de 1978) es una exbaloncestista estadounidense de la Women's National Basketball Association (WNBA) que ocupaba la posición de base.
Fue reclutada por los Cleveland Rockers en la 17° posición de la segunda ronda del Draft de la WNBA de 2000, equipo donde militó entre ese año y 2003, para pasar posteriormente a los Minnesota Lynx (2004), Charlotte Sting (2005-2006) y San Antonio Silver Stars (2007-2010).
En el año 2000 fue galardonada como la jugadora del año de la Big Ten Conference.

## Estadísticas

### Totales
| Año                                                                                              | Equipo | J   | JI  | MJ   | TC  | ITC  | TC%  | 3P  | 3PA | 3P%  | 2P  | 2PA | 2P%  | TL  | ITL | TL%  | RBO | RBD | RBT | AST | STL | BLK | TOV | PF  | PTS  |
| ------------------------------------------------------------------------------------------------ | ------ | --- | --- | ---- | --- | ---- | ---- | --- | --- | ---- | --- | --- | ---- | --- | --- | ---- | --- | --- | --- | --- | --- | --- | --- | --- | ---- |
| 2000                                                                                             | CLE    | 32  | 0   | 556  | 47  | 150  | .313 | 13  | 38  | .342 | 34  | 112 | .304 | 48  | 65  | .738 | 24  | 39  | 63  | 65  | 37  | 5   | 67  | 52  | 155  |
| 2001                                                                                             | CLE    | 32  | 32  | 778  | 59  | 166  | .355 | 23  | 70  | .329 | 36  | 96  | .375 | 55  | 72  | .764 | 18  | 58  | 76  | 109 | 34  | 4   | 70  | 59  | 196  |
| 2003                                                                                             | CLE    | 34  | 34  | 832  | 44  | 143  | .308 | 23  | 71  | .324 | 21  | 72  | .292 | 30  | 41  | .732 | 25  | 62  | 87  | 128 | 39  | 6   | 74  | 87  | 141  |
| 2004                                                                                             | MIN    | 33  | 22  | 707  | 43  | 130  | .331 | 12  | 55  | .218 | 31  | 75  | .413 | 42  | 63  | .667 | 11  | 56  | 67  | 115 | 30  | 4   | 74  | 83  | 140  |
| 2005                                                                                             | CHA    | 31  | 11  | 600  | 27  | 88   | .307 | 10  | 32  | .313 | 17  | 56  | .304 | 43  | 58  | .741 | 5   | 42  | 47  | 83  | 41  | 0   | 51  | 73  | 107  |
| 2006                                                                                             | CHA    | 29  | 29  | 607  | 51  | 138  | .370 | 18  | 47  | .383 | 33  | 91  | .363 | 38  | 55  | .691 | 13  | 46  | 59  | 82  | 35  | 3   | 73  | 76  | 158  |
| 2007                                                                                             | SAS    | 33  | 19  | 684  | 46  | 120  | .383 | 15  | 41  | .366 | 31  | 79  | .392 | 27  | 35  | .771 | 7   | 62  | 69  | 103 | 45  | 1   | 53  | 84  | 134  |
| 2008                                                                                             | SAS    | 31  | 14  | 580  | 33  | 123  | .268 | 12  | 60  | .200 | 21  | 63  | .333 | 30  | 38  | .789 | 13  | 60  | 73  | 54  | 33  | 3   | 45  | 67  | 108  |
| 2009                                                                                             | SAS    | 34  | 13  | 642  | 27  | 109  | .248 | 13  | 44  | .295 | 14  | 65  | .215 | 37  | 55  | .673 | 14  | 47  | 61  | 100 | 30  | 5   | 40  | 79  | 104  |
| 2010                                                                                             | SAS    | 33  | 1   | 391  | 18  | 60   | .300 | 6   | 22  | .273 | 12  | 38  | .316 | 22  | 34  | .647 | 11  | 23  | 34  | 47  | 20  | 1   | 32  | 51  | 64   |
| Carrera                                                                                          |        | 322 | 175 | 6377 | 395 | 1227 | .322 | 145 | 480 | .302 | 250 | 747 | .335 | 372 | 516 | .721 | 141 | 495 | 636 | 886 | 344 | 32  | 579 | 711 | 1307 |
| Notas: J=Juegos; JI=Juegos iniciales; MJ=Minutos jugados; ITC=Intentos de TC; ITL=Intentos de TL |        |     |     |      |     |      |      |     |     |      |     |     |      |     |     |      |     |     |     |     |     |     |     |     |      |

### Por juego
| Año                                                                                              | Equipo | J   | JI  | MJ   | TC  | ITC | TC%  | 3P  | 3PA | 3P%  | 2P  | 2PA | 2P%  | TL  | ITL | TL%  | RBO | RBD | RBT | AST | STL | BLK | TOV | PF  | PTS |
| ------------------------------------------------------------------------------------------------ | ------ | --- | --- | ---- | --- | --- | ---- | --- | --- | ---- | --- | --- | ---- | --- | --- | ---- | --- | --- | --- | --- | --- | --- | --- | --- | --- |
| 2000                                                                                             | CLE    | 32  | 0   | 17.4 | 1.5 | 4.7 | .313 | 0.4 | 1.2 | .342 | 1.1 | 3.5 | .304 | 1.5 | 2.0 | .738 | 0.8 | 1.2 | 2.0 | 2.0 | 1.2 | 0.2 | 2.1 | 1.6 | 4.8 |
| 2001                                                                                             | CLE    | 32  | 32  | 24.3 | 1.8 | 5.2 | .355 | 0.7 | 2.2 | .329 | 1.1 | 3.0 | .375 | 1.7 | 2.3 | .764 | 0.6 | 1.8 | 2.4 | 3.4 | 1.1 | 0.1 | 2.2 | 1.8 | 6.1 |
| 2003                                                                                             | CLE    | 34  | 34  | 24.5 | 1.3 | 4.2 | .308 | 0.7 | 2.1 | .324 | 0.6 | 2.1 | .292 | 0.9 | 1.2 | .732 | 0.7 | 1.8 | 2.6 | 3.8 | 1.1 | 0.2 | 2.2 | 2.6 | 4.1 |
| 2004                                                                                             | MIN    | 33  | 22  | 21.4 | 1.3 | 3.9 | .331 | 0.4 | 1.7 | .218 | 0.9 | 2.3 | .413 | 1.3 | 1.9 | .667 | 0.3 | 1.7 | 2.0 | 3.5 | 0.9 | 0.1 | 2.2 | 2.5 | 4.2 |
| 2005                                                                                             | CHA    | 31  | 11  | 19.4 | 0.9 | 2.8 | .307 | 0.3 | 1.0 | .313 | 0.5 | 1.8 | .304 | 1.4 | 1.9 | .741 | 0.2 | 1.4 | 1.5 | 2.7 | 1.3 | 0.0 | 1.6 | 2.4 | 3.5 |
| 2006                                                                                             | CHA    | 29  | 29  | 20.9 | 1.8 | 4.8 | .370 | 0.6 | 1.6 | .383 | 1.1 | 3.1 | .363 | 1.3 | 1.9 | .691 | 0.4 | 1.6 | 2.0 | 2.8 | 1.2 | 0.1 | 2.5 | 2.6 | 5.4 |
| 2007                                                                                             | SAS    | 33  | 19  | 20.7 | 1.4 | 3.6 | .383 | 0.5 | 1.2 | .366 | 0.9 | 2.4 | .392 | 0.8 | 1.1 | .771 | 0.2 | 1.9 | 2.1 | 3.1 | 1.4 | 0.0 | 1.6 | 2.5 | 4.1 |
| 2008                                                                                             | SAS    | 31  | 14  | 18.7 | 1.1 | 4.0 | .268 | 0.4 | 1.9 | .200 | 0.7 | 2.0 | .333 | 1.0 | 1.2 | .789 | 0.4 | 1.9 | 2.4 | 1.7 | 1.1 | 0.1 | 1.5 | 2.2 | 3.5 |
| 2009                                                                                             | SAS    | 34  | 13  | 18.9 | 0.8 | 3.2 | .248 | 0.4 | 1.3 | .295 | 0.4 | 1.9 | .215 | 1.1 | 1.6 | .673 | 0.4 | 1.4 | 1.8 | 2.9 | 0.9 | 0.1 | 1.2 | 2.3 | 3.1 |
| 2010                                                                                             | SAS    | 33  | 1   | 11.8 | 0.5 | 1.8 | .300 | 0.2 | 0.7 | .273 | 0.4 | 1.2 | .316 | 0.7 | 1.0 | .647 | 0.3 | 0.7 | 1.0 | 1.4 | 0.6 | 0.0 | 1.0 | 1.5 | 1.9 |
| Carrera                                                                                          |        | 322 | 175 | 19.8 | 1.2 | 3.8 | .322 | 0.5 | 1.5 | .302 | 0.8 | 2.3 | .335 | 1.2 | 1.6 | .721 | 0.4 | 1.5 | 2.0 | 2.8 | 1.1 | 0.1 | 1.8 | 2.2 | 4.1 |
| Notas: J=Juegos; JI=Juegos iniciales; MJ=Minutos jugados; ITC=Intentos de TC; ITL=Intentos de TL |        |     |     |      |     |     |      |     |     |      |     |     |      |     |     |      |     |     |     |     |     |     |     |     |     |